# زابینه اشمیتس
زابینه اشمیتس (به آلمانی: Sabine Schmitz) (زاده ۱۴ مهٔ ۱۹۶۹ – درگذشته ۱۶ مارس ۲۰۲۱) یک راننده اتومبیل‌رانی آلمانی بود.
اشمیتس راننده تیم‌های اتوموبیل‌رانی ب‌ام‌و و پورشه بود. وی هم چنین به این خاطر که افراد و بازدیدکنندگان زیادی را که مراجعه می‌کردند در اطراف پیست نوربرگ‌رینگ سوار خودروهای ب‌ام‌و و پورشه می‌شدند و با او یک دور سریع را در پیست می‌زدند به سریعترین راننده «تاکسی حلقه‌ای» ب‌ام‌و و پورشه و یک شخصیت تلویزیونی شناخته شده در جهان تبدیل شد. در سال‌های ۱۹۹۶ و ۱۹۹۷ تبدیل به اولین زنی شد که در رقابت‌های استقامتی ۲۴ ساعته نوربرگ‌رینگ برنده شد.
اشمیتس بر اثر یک بیماری در ۱۶ مارس ۲۰۲۱ در سن ۵۱ سالگی درگذشت.